# ماتیاس فرانتسن
ماتیاس فرانتسن (انگلیسی: Mathias Franzén؛ زادهٔ ۲۲ فوریهٔ ۱۹۷۵) بازیکن هندبال اهل سوئد است.
از باشگاه‌هایی که در آن بازی کرده‌است می‌توان به باشگاه هندبال بارسلونا اشاره کرد.